# 安倍広賢
安倍 広賢（あべ の ひろかた）は、平安時代後期の貴族・陰陽師。権天文博士・安倍宗明の子。官位は従四位上・図書頭。

## 経歴
天治元年（1124年）に天文博士に任ぜられる。康治2年（1143年）図書頭の官職にあった。
天文道の分野で卓越した才能を発揮し、その子孫は代々天文密奏宣旨を受けて天文博士となり、安倍氏「宗明流」の事実上の祖となった。広賢は子・信業と共に天文異変の相論を起こして怪死した。
陰陽師安倍氏の嫡流家当主の安倍泰親は九条兼実に対して広賢・信業親子が怪死を遂げたのは、彼らが天文の解釈を誤って相論を行ったからだと非難しており、この事が反対に嫡流家側の宗明流に対する危機感を窺わせる。

## 系譜
- 父：安倍宗明[3]
- 母：不詳
- 妻：不詳
  - 男子：安倍信業
  - 男子：安倍隆茂
  - 男子：安倍広基
  - 男子：舜賢
  - 女子：藤原成光室